# Madame Max Adolphe
Rosalie Bosquet conocida como Madame Max Adolphe y como Max Rosalie Auguste (Mirebalais, 10 de septiembre de 1925) fue la mano derecha del expresidente haitiano François Duvalier. En 1961, ella y Aviole Paul-Blanc fueron elegidas para ocupar un escaño en el Parlamento, convirtiéndose en las primeras mujeres parlamentarias de Haití.

## Biografía
Rosalie Bosquet, llamó la atención de Duvalier tras un atentado contra su vida. Mientras era oficial de bajo rango en los Tonton Macoute, su coraje impresionó tanto al presidente que la ascendió al puesto de alcaide de Fort Dimanche . En la prisión, continuó con su firme apoyo al gobierno y era conocida por sus violentos interrogatorios a los presos políticos. Ella no fue vista como una amenaza política para el presidente debido a su sexo. Después de casarse con el ministro de Salud, Max Adolphe, asumió su nombre completo.
Durante su mandato en la prisión los asesinatos diarios, la tortura y las palizas fueron habituales. Desarrolló una "reputación espantosa para sí misma mientras diseñaba torturas sexuales inventivas" en Fort Dimanche. Más tarde fue ascendida a Jefa Suprema de Fillettes Laleau, la rama femenina de los Tonton Macoutes. También cobró un cheque de alquiler mensual de las Fuerzas Especiales de EE. UU. por el uso de su recinto.  Se informó que supervisó la tortura de niños y ancianos y que guardó cintas de video de los horrores. Le gustaba ir armada con una metralleta Uzi.

## Desaparición
Cuando Papa Doc murió en 1971, y su hijo, Jean-Claude Duvalier lo sucedió, hizo que fuera destituida de su puesto como jefa de Fort Dimanche. En mayo de 1972 fue nombrada alcaldesa de Puerto Príncipe, destacando la preocupación por la eliminación de aguas residuales de la ciudad. Antes del final de la dinastía Duvalier en 1986, cuando los Duvalier huyeron de la capital, dijo: " [   parece que Jean-Claude dejará el país pronto. Todos los miembros de la milicia estarán en peligro. Mucha sangre será derramada". Los haitianos vengativos mataron a decenas, si no cientos, de ex milicianos que solían informar a Madame Max. El 10 de febrero de 1986, un soldado que protegía de los saqueadores su casa vacía informó que estaba prisionera en un cuartel del ejército junto al palacio nacional. En febrero de 1986 abandonó el país, sin conocerse su paradero.

## Vida personal
Su hija, Magalie Racine (de soltera Adolphe), vive en Haití y se casó con el exsecretario de Estado y presidente del Partido Tèt Kale, Georges Racine . Fue Ministra de Juventud y Deportes en 2013-2014 en el gobierno del primer ministro Laurent Lamothe y la presidencia de Michel Martelly, conocido por sus simpatías neo-Duvalieristas.